# Ettrick Water
Ettrick Water, auch River Ettrick genannt, ist ein 53 km langer rechter Nebenfluss des River Tweed in der schottischen Council Area Scottish Borders. 

## Flusslauf
Seine Quelle befindet sich in der Nähe des Berges Capel Fell. Ettrick Water fließt in nordwestlicher Richtung. Bei Flusskilometer 7,4 trifft der Yarrow Water linksseitig auf den Fluss. Dieser passiert im Anschluss die Kleinstadt Selkirk und mündet 3,5 km weiter nordnordöstlich in den River Tweed.
Der Fluss ist ein beliebtes Angelgebiet, in dem vor allem Lachse gefangen werden können. Die Umgebung um den Fluss ist bei Radfahrern und Wanderern beliebt. 